# Giampaolo Giuliani
Giampaolo Gioacchino Giuliani (L'Aquila, 11 maggio 1947 – L'Aquila, 26 febbraio 2022) è stato un tecnico dell'Istituto di Fisica dello Spazio Interplanetario distaccato presso i Laboratori Nazionali del Gran Sasso, divenuto noto, in occasione del terremoto che il 6 aprile 2009 ha colpito la città dell'Aquila, a causa di alcune sue dichiarazioni in merito all'asserita esistenza di una sua previsione circa il verificarsi dell'evento sismico.

## Biografia
Dal 1971 al 1984 è stato tecnico di ricerca in astrofisica presso l'Osservatorio astronomico di Campo Imperatore, dipendente IAS (Istituto Astrofisica di Frascati); dal 1984 al 1990 all'Osservatorio astronomico di Campo Imperatore (AQ).
Ha lavorato presso i Laboratori Nazionali del Gran Sasso dell'Istituto Nazionale di Fisica Nucleare (INFN) come collaboratore tecnico non laureato dell'Istituto di Fisica dello Spazio Interplanetario di Torino, una delle venti strutture dell'Istituto Nazionale di Astrofisica (INAF). Ha partecipato prima all'esperimento EAS-TOP e poi all'esperimento Large Volume Detector(LVD) per la rivelazione di neutrini prodotti da collasso gravitazionale stellare.

## Contesto di riferimento e ricerche

### Relazione tra radon e terremoti
Da molti anni, nel mondo, si studia la possibilità di prevedere i terremoti attraverso il radon ed esistono diversi studi pubblicati su riviste scientifiche. In California un sistema di monitoraggio basato sul radon fu usato negli anni '70 per poi essere dismesso data la scarsa affidabilità. A Taiwan, data la particolare idoneità morfologica e geologica del territorio sono state notate delle correlazioni tra radon e sismicità senza tuttavia consentire alcuna previsione dei terremoti.
Anche in Italia, prima di Giuliani, vennero condotti alcuni studi sulle radiazioni naturali presso i Laboratori Nazionali del Gran Sasso da parte dell'Istituto Nazionale di Fisica Nucleare nell'ambito del progetto ERMES (Environmental Radioactivity Monitoring for Earth Sciences). Avente tra gli oggetti della ricerca vi era quello di analizzare le correlazioni tra le variazioni di emissioni di gas radon dal sottosuolo e i processi di deformazione entro le rocce; in particolare, dal marzo 1998 al giugno 1999 venne eseguito da alcuni ricercatori del Dipartimento di Fisica dell'Università degli Studi Roma Tre un monitoraggio continuo delle emissioni, che sembrarono evidenziare una correlazione fra sismicità locale e variazioni nel flusso del radon dal sottosuolo. Successive ricerche, sempre per valutare possibili correlazioni fra radon e sismicità furono espletate da ricercatori del Dipartimento di Fisica dell'Università di Bologna assieme a ricercatori del gruppo Eni. La ricerca in questa direzione, e più in generale tra la correlazione tra spettrometria nucleare e fenomeni geofisici, continua ancora oggi all'interno del laboratorio del Gran Sasso.

### Ricerche personali
Indipendentemente da questi progetti, Giampaolo Giuliani, con i suoi collaboratori, per comune interesse e curiosità scientifica, proseguì le ricerche sulla correlazione fra il rilascio di radon dalla crosta terrestre e il verificarsi di terremoti. Gli studi del gruppo, iniziati nel 2000 dopo un terremoto in Turchia (1999), realizzando un rivelatore di sua invenzione, sono sostanzialmente basati sulla misurazione di alcuni dati in un locale sotterraneo.
Giuliani nei giorni 29 e 30 ottobre 2002 misurò valori eccezionalmente alti e anomali e allertò l'assessore abruzzese alla Protezione Civile dell'imminenza di un forte sisma. Non fu tuttavia in grado di fornire indicazioni sul luogo in cui tale scossa si sarebbe verificata, perché con un unico rivelatore è possibile, a suo dire, individuare un evento solo entro il raggio di azione dello strumento. Il 31 ottobre un terremoto di magnitudo 5.7 colpì il Molise, con epicentro a San Giuliano di Puglia, causando 30 morti.
Dopo studi, test ed esperimenti realizzati in proprio a L'Aquila, Giuliani, non pubblicando nulla su riviste peer reviewed, e senza alcun confronto con la comunità scientifica e in particolare con i geofisici, riesce a realizzare un sistema di monitoraggio che, a suo dire, sarebbe completo e in grado di prevedere i terremoti. Il sistema è stato collaudato dal Dipartimento di Ingegneria delle strutture, delle acque e del terreno (Disat) dell'Università dell'Aquila, dall'11 al 19 aprile 2008 durante l'attività di campo per la mitigazione e previsione del rischio sismico (Piazza del Teatro-Scuola "De Amicis"-L'Aquila). Questa personale ricerca si è potuta attuare solo grazie al finanziamento privato.
Nel maggio del 2006, sostenendo l'importanza del "sistema", era stata fatta esplicita richiesta di finanziamento per l'espansione e il potenziamento della rete di rilevamento per la previsione dei terremoti al direttore della Protezione Civile Italiana Guido Bertolaso, senza esito positivo. Lui, però, continua la sua ricerca e fino al 2008 costruisce altre due macchine, dislocandole presso il Laboratorio del Gran Sasso e a Pineto (Te).
Giampaolo Giuliani e alcuni collaboratori si ritrovano così a lavorare nella loro sala sismica allestita nei sotterranei della scuola elementare "De Amicis", a San Bernardino, per la raccolta dei dati dei suoi rivelatori di radon, gli MP4 ed MP2,. fin dall'agosto del 2008, studiando le emissioni di radon in occasione di più di 4500 scosse, con epicentro dalla Valle d'Aosta fino a Pantelleria. I dati raccolti da questo monitoraggio hanno portato lui e i suoi assistenti ad una conclusione statistica del tutto particolare:
«Abbiamo notato che la maggior parte dei terremoti si verificano durante i mesi invernali, o meglio, quando il sistema terra-luna è nel perielio, quindi più vicino al sole. In inverno, quando la terra subisce uno stress gravitazionale maggiore, si registrano più eventi sismici (60-70%) che in estate. La percentuale si mantiene ancora più alta quando c'è la luna nuova. Il magma che scorre sotto la crosta terrestre risente delle attrazioni gravitazionali, come accade per gli oceani.»
Tuttavia, la sua affermazione riguardante l'influenza della rotazione eliocentrica sull'incidenza dei terremoti è in contrasto con i dati del più importante database storico di terremoti al mondo, quello del National Geophysical Data Center, nonché con l'opinione dell'U.S. Geological Survey Earthquake Hazards Program.
Giuliani sostiene che il suo sistema di rivelatori-analizzatori di radon, le cui informazioni vengono raccolte e analizzate nella sala sismica, sarebbe in grado di percepire l'energia che si addensa su una faglia e, tramite la triangolazione dei dati prelevati dalle diverse postazioni, di permettere di prevedere con un buon margine di approssimazione l'epicentro dell'evento macrosismico e l'intensità del medesimo, 6-24 ore prima che esso si verifichi e in un raggio massimo di 80–100 km da L'Aquila. Questo stesso sistema di previsione permetterebbe di mandare in tempo utile, in automatico, email d'avviso agli addetti ai lavori.

### Terremoto dell'Aquila del 2009
In un'intervista risalente al 25 marzo 2009 Giuliani dichiarava:
«Quest'anno questo sciame sismico è stato più intenso e con delle scosse più forti, che sono state rilevate dalla popolazione. Lo sciame non è un fenomeno preparatorio ad un evento sismico più rilevante, né ha correlazione con grandi piogge o nevicate, come ho sentito dire da molti. È un fenomeno normale per una zona come quella di L'Aquila.»
E proseguiva dicendo:
«Mi sento di poter tranquillizzare i miei concittadini, in quanto lo sciame sismico andrà scemando con la fine di marzo.»
Dopo il terremoto dell'Aquila del 6 aprile del 2009 e riferendosi stavolta alle registrazioni dei suoi apparecchi poche ore prima dell'evento, Giuliani afferma di avere notato un consistente incremento di radon in concomitanza di uno sciame sismico, senza rilascio d'energia, quindi un accumulo di energia che prima o poi a suo dire si sarebbe certamente scatenata in una grande scossa. In uno stato d'animo che egli descrive come "sconvolto ed impotente", tenuto conto anche dell'avviso di garanzia ricevuto per la precedente previsione errata fatta la settimana prima riguardo ad un fenomeno sismico che sarebbe dovuto scatenarsi a Sulmona, non sapendo cosa fare, si sarebbe limitato a mettere al sicuro la sua famiglia fuori casa. Avrebbe scelto invece di rimanere comunque nella sua abitazione, confidando nella resistenza di questa (che non avrebbe subito lesioni di sorta), per osservare l'arrivo dell'evento.
Nel novembre 2009, Giampaolo Giuliani ha presentato il suo libro, L'Aquila 2009, la mia verità sul terremoto, scritto con Alfredo Fiorani, confermando questa versione dei fatti:
Di lì a poche ore vedrà la sua città gravemente colpita dal terremoto del 6 aprile 2009, e la sua popolazione terrorizzata; dinanzi alla conta dei morti e feriti sosterrà di essersi sentito lui stesso responsabile. 3 dei 5 rilevatori sono stati messi fuori uso dal sisma, e la sala sismica resa inagibile.
Riguardo a questo terremoto, che in quanto cittadino aquilano lo ha coinvolto anche in prima persona, Giuliani è arrivato a rivolgere una pesante ed inusitata accusa al mondo scientifico, sostenendo che anche con i mezzi ordinari a disposizione dei sismologi si sarebbe potuto ugualmente prevedere l'imminente catastrofe.
Con i suoi interventi Giuliani ha riportato all'attenzione pubblica il tema della previsione dei terremoti, dopo il primo tentativo del 1985, quando, su segnalazione di Enzo Boschi, il Ministro Giuseppe Zamberletti fece evacuare centomila persone da 10 comuni della Garfagnana senza che poi si verificasse alcun fenomeno sismico di rilievo.

#### La previsione precedente
Giuliani era balzato agli onori della cronaca il 29 marzo 2009 a seguito delle dichiarazioni del Sindaco di Sulmona. La previsione, fatta dopo la scossa del 29 marzo mattina (3.8 Ml, la più forte tra quelle tre-quattro avvenute nelle due settimane precedenti), era stata comunicata via telefono al Sindaco di Sulmona e, secondo quanto riferito alla stampa dal sindaco stesso, avrebbe riguardato un sisma "disastroso" previsto per il pomeriggio del 29 marzo (che non si è verificato), causando notevole agitazione ai cittadini di Sulmona. In seguito a ciò, Giuliani ha ricevuto un avviso di garanzia per procurato allarme dopo che il capo della protezione civile Guido Bertolaso ne aveva chiesto una "punizione esemplare". Il 22 dicembre 2009 il Tribunale di Sulmona ha prosciolto Giuliani dall'accusa di procurato allarme in relazione ai fatti del 29 marzo 2009; nella sentenza che motiva l'assoluzione, il GIP scrive che siccome una qualche correlazione tra rilascio di gas Radon e movimento delle faglie è riconosciuta dalla comunità scientifica, il rischio di terremoto non era da considerarsi ex ante "inesistente". In altri termini, il GIP, pur non arrogandosi ovviamente l'autorità scientifica per avallare le teorie di Giuliani (riguardanti la successione temporale, e non la semplice correlazione, di rilasci di Radon ed eventi sismici), sostiene che nel dubbio, non si può affermare che Giuliani abbia agito irresponsabilmente lanciando allarmi casuali.
Giampaolo Giuliani ha poi smentito la catastroficità della previsione del terremoto di Sulmona del 29 marzo 2009, nonché la voce secondo cui avrebbe previsto il forte terremoto del 6 aprile 2009 a Sulmona e non a L'Aquila; ha poi sostenuto che la notizia sia stata montata a regola d'arte per screditarlo. Queste smentite sono state fatte nella puntata del 7 aprile 2009 della trasmissione televisiva Porta a porta; inoltre, nell'intervista del giorno precedente, fatta da Bruno Vespa, ha fornito la sua versione degli eventi, che poi è apparsa in forma più organica ed estesa anche online.
Dopo il terremoto dell'Aquila del 6 aprile 2009 ha preteso le scuse da Guido Bertolaso e dal presidente dell'Istituto Nazionale di Geofisica e Vulcanologia, Enzo Boschi, per non averlo ascoltato e per averlo insultato.

#### Il caso Stefania Pace
Una conoscente di Giuliani, Stefania Pace, che la sera del 5 aprile si trovava a Paganica (AQ), e più tardi per la trasmissione "Chi l'ha visto?".
In un'altra intervista ha inoltre mostrato i messaggi SMS di Giuliani la notte del sisma. Nelle interviste essa afferma di conoscere Giuliani per amicizie in comune e di tenersi in contatto con lui da tempo, visto anche che le aveva dato la password per monitorare i dati online dei suoi macchinari, e che altre volte le aveva previsto scosse che puntualmente arrivavano.
A seguito di un anormale andamento dei grafici Stefania chiama nella serata del 5 aprile il ricercatore, che le risponde che controllerà se le macchine abbiano guasti. Verificato che sia tutto a posto, le dice che ci sono probabilità che ci sia una scossa avvertibile, che arriva intorno alle 23. Poi le dice che intorno a mezzanotte dovrebbe arrivarne un'altra, e di rimanere in auto, anche se non può parlare molto perché si crede intercettato dopo la denuncia a suo carico per procurato allarme; la scossa arriva. Mentre con il figlio sono in strada con altre persone arriva un uomo della Protezione civile che invita tutti a rientrare in casa e stare tranquilli, perché è tutto sotto controllo. Successivamente, prima dell'una di notte, in seguito a un messaggio di Giuliani sulla possibilità di un'altra scossa proprio per quell'ora, lo richiama ed egli le raccomanda di rimanere in auto per il pericolo di una scossa più forte. Per questo con la famiglia di una sua amica cerca a fatica di convincere le persone in casa ad uscire, riuscendo a salvarne un po' a voce e per SMS.
Continua col dire che due giorni prima aveva parlato con l'assessore all'ambiente di Poggio Picenze, anche partecipante alla Protezione civile del paese, sollecitando precauzioni per la possibilità di un evento sismico importante, ma che quest'ultimo, pur sapendo del contatto con Giuliani, le avrebbe risposto che i terremoti non si possono prevedere.
Sul caso della previsione di Sulmona dice che Giuliani non le avrebbe mai detto di un evento importante, ma al massimo di un terremoto di magnitudo 4.3, secondo la sua opinione quindi non catastrofico. Finisce l'intervista manifestando la buona fede del ricercatore aquilano, perché sa che ha portato avanti le sue ricerche accendendo mutui anche contro il parere dei suoi familiari.

#### Critiche immediatamente successive al terremoto
Le prese di posizione di Giuliani dopo il terremoto hanno suscitato forti polemiche ed hanno indotto lo stesso INAF a pronunciarsi in modo ufficiale con il seguente comunicato: «Le attività del signor Giuliani rispetto [al]la presunta possibilità di previsione di terremoti non sono una ricerca INAF, ma vengono svolte dal Giuliani stesso per scopi personali al di fuori dell'orario di servizio per l'Istituto».
Enzo Boschi ha criticato Giuliani e il suo sistema di monitoraggio dicendo: « [...] perché chi sostiene di avere scoperto questo metodo di previsione dei terremoti non lo pubblica su una rivista scientifica? ... Alla stampa ci si rivolge di regola solo dopo una pubblicazione».
L'Istituto Nazionale di Geofisica e Vulcanologia ha prodotto un video in cui vengono messe in evidenza le notevoli incongruenze della versione di Giuliani, con gli interventi rassicuranti espressi prima del sisma dell'Aquila e le dichiarazioni successive all'evento, di tutt'altro tenore, in cui sosteneva la tesi contraddittoria di una sua previsione dell'evento.  
Anche il professore Robert Holdsworth, direttore del Consiglio di Studi e docente di Geologia Strutturale al Dipartimento di Scienze della Terra dell'Università di Durham in Inghilterra, dopo aver rilevato che «Giuliani ha sbagliato nel predire sia il punto esatto del terremoto, sia il momento in cui si sarebbe scatenato», ha criticato il metodo suggerito da Giuliani sottolineando il fatto che « [...] il radon si manifesta ma non può essere un fattore di previsione attendibile».
In un articolo sul New York Times, Susan Hough, geofisica dell'United States Geological Survey spiega le sue preoccupazioni riguardo alla metodica di Giuliani e a tutte le tecniche basate su cosiddetti "segnali sporchi" (noisy signal). Ciò non significa però che il mondo scientifico neghi a prescindere l'interesse nel radon e in generale nello studio dei possibili precursori sismici: Pier Francesco Biagi, docente di Fisica all'Università di Bari, nel 2005 ha presentato un progetto alla Regione per l'installazione di 25 centraline per il rilevamento di radon, che non è stato approvato, mentre addirittura Calvino Gasparini, dell'Istituto Nazionale di Geofisica e Vulcanologia (INGV), ritiene che oggi sia più attendibile per la previsione dei terremoti l'analisi storico-statistica.
Carlo Gorgoni, ordinario di geochimica applicata all'Università di Modena e Reggio Emilia, sostiene di avere utilizzato il metodo del radon nella previsione di ben quattro terremoti fra gli anni ottanta e il 2000, in concomitanza con l'aumento in faglia del gas, e sostiene che con il radon è possibile « [...] riuscire ad evidenziare delle anomalie più o meno grandi che siano la spia del verificarsi di un terremoto più o meno grande». Il monitoraggio è avvenuto nell'ambito delle Salse di Nirano (Gorgoni sostiene che l'ambiente molto particolare è stato un elemento chiave nei suoi esperimenti), con un sistema di apparecchiature finanziato dalla provincia. Gorgoni resta ad ogni modo scettico sulla previsione fatta di Giampaolo Giuliani riguardo al terremoto dell'Aquila del 6 aprile 2009, ma condivide parzialmente le sue teorie dicendo che "aveva visto giusto".
Si sono invece schierati nettamente contro le rivendicazioni di Giuliani sulla possibilità di prevedere terremoti Hiroshi Wakita, nipponico, che studia il problema da oltre 30 anni, e Ralph J. Archuleta, direttore dell'Earth Scienze Department dell'Università della California a Santa Barbara; quest'ultimo ha dichiarato:

#### L'intervento diScience
Nel numero del 17 aprile 2009 dell'importante rivista Science è stato pubblicato un breve articolo, nella rubrica "News Of The Week" tenuta da Richard A. Kerr, in cui si riassume l'intera vicenda esprimendo un punto di vista molto critico su Giuliani e attribuendogli le previsioni errate che il tecnico sostiene invece di non avere mai effettuato. Kerr riporta poi alcune affermazioni di Warner Marzocchi, dell'Istituto Nazionale di Geofisica e Vulcanologia (autore tra l'altro di uno studio riguardante la possibilità di predizione dei terremoti con metodi statistici applicati alle sequenze temporali di scosse sismiche registrate e alle energie rilasciate, pubblicato nel giugno 2008 in Annals of Geophysics), il quale, pur tentando di stemperare la polemica, si esprime in maniera altrettanto critica:
Riferendosi più specificamente a due dei documenti messi a disposizione online da Giuliani, Marzocchi dice inoltre:

## Partecipazione alla conferenza dell'American Geophysical Union
Alla conferenza autunnale della American Geophysical Union, la principale associazione che riunisce gli studiosi di geofisica americani, svoltasi il 14-18 dicembre 2009 a San Francisco Giuliani ha partecipato alla sessione tematica «U14A An Earthquake in an Ancient City: The April 2009 L'Aquila (Central Italy) Seismic Sequence», come relatore invitato, presentando la breve relazione: «U14A-03 Radon observations by Gamma Detectors "PM-4 and PM-2" during the seismic period (January – April 2009) in L'Aquila Basin». (Invited): G G Giuliani, R Giuliani, G Totani, G Eusani, F Totani e come correlatore della relazione U14A-07 Atmosphere and radon activities observed prior to Abruzzo M6.3 earthquake of April 6, 2009: S A Pulinets, D P Ouzounov, G G Giuliani, L Ciraolo, P T Taylor presentata da Dimitar Ouzounov, studioso della NASA e co-presidente della sessione, che si occupa di radioattività atmosferica in relazione a fenomeni che avvengono nella litosfera. In questa occasione, inoltre, ha anche parlato di un possibile terremoto che potrebbe avvenire verso la metà di aprile 2011 in una zona compresa tra il Pakistan, l'India e la Cina sud-occidentale.
La relazione "U14A-03" è stata citata tra i dichiarati casi di precursori del terremoto (claimed earthquake precursors) dell'Aquila in un paper di Antonella Amoruso e Luca Crescentini (ricercatori del Dipartimento di fisica dell'Università di Salerno), nel quale si discute di tre possibili indicatori pre-sismici segnalati per il terremoto aquilano: anomalie di radon, anomalie nel contenuto di uranio nelle acque sotterranee e anomalie di onde radio alla luce di prolungate osservazioni di deformazioni della litosfera fatte con misurazioni estensiometriche di precisione, lungo due profili perpendicolari sotto il Gran Sasso.

## Opere
- Giampaolo Giuliani, Alfredo Fiorani, L'Aquila 2009. La Mia Verità sul Terremoto, Castelvecchi editore, 2009 ISBN 978-88-7615-372-3
- Giampaolo Giuliani, Alfredo Fiorani, La forza della memoria, Castelvecchi editore, 2010 ISBN 978-88-7615-530-7